# Юрген Марх
Юрген Марх (нім. Jürgen March; 8 березня 1914, ферма Тройфельс, Німецька Південно-Західна Африка — 25 серпня 1941, Атлантичний океан) — німецький офіцер-підводник, капітан-лейтенант крігсмаріне.

## Біографія
1 квітня 1933 року вступив на флот. З квітня 1940 року — 2-й вахтовий, дивізійний і артилерійський офіцер на есмінці «Еріх Штайнбрінк». З жовтня 1940 по травень 1941 року пройшов курси підводника і командира підводного човна. З 29 травня 1941 року — командир U-452. 19 серпня 1941 року вийшов у свій перший і останній похід. 25 серпня U-452 був потоплений в Північній Атлантиці південніше Ісландії (61°30′ пн. ш. 15°30′ зх. д.) глибинними бомбами британського протичовнового траулера HMS Vascama і летючого човна «Каталіна». Всі 42 члени екіпажу загинули.

## Звання
- Кандидат в офіцери (1 квітня 1933)
- Морський кадет (23 вересня 1933)
- Фенріх-цур-зее (1 липня 1934)
- Оберфенріх-цур-зее (1 квітня 1936)
- Лейтенант-цур-зее (1 жовтня 1936)
- Оберлейтенант-цур-зее (1 червня 1938)
- Капітан-лейтенант (1 жовтня 1940)

## Нагороди
- Медаль «За вислугу років у Вермахті» 4-го класу (4 роки)